# De Dapperstraat

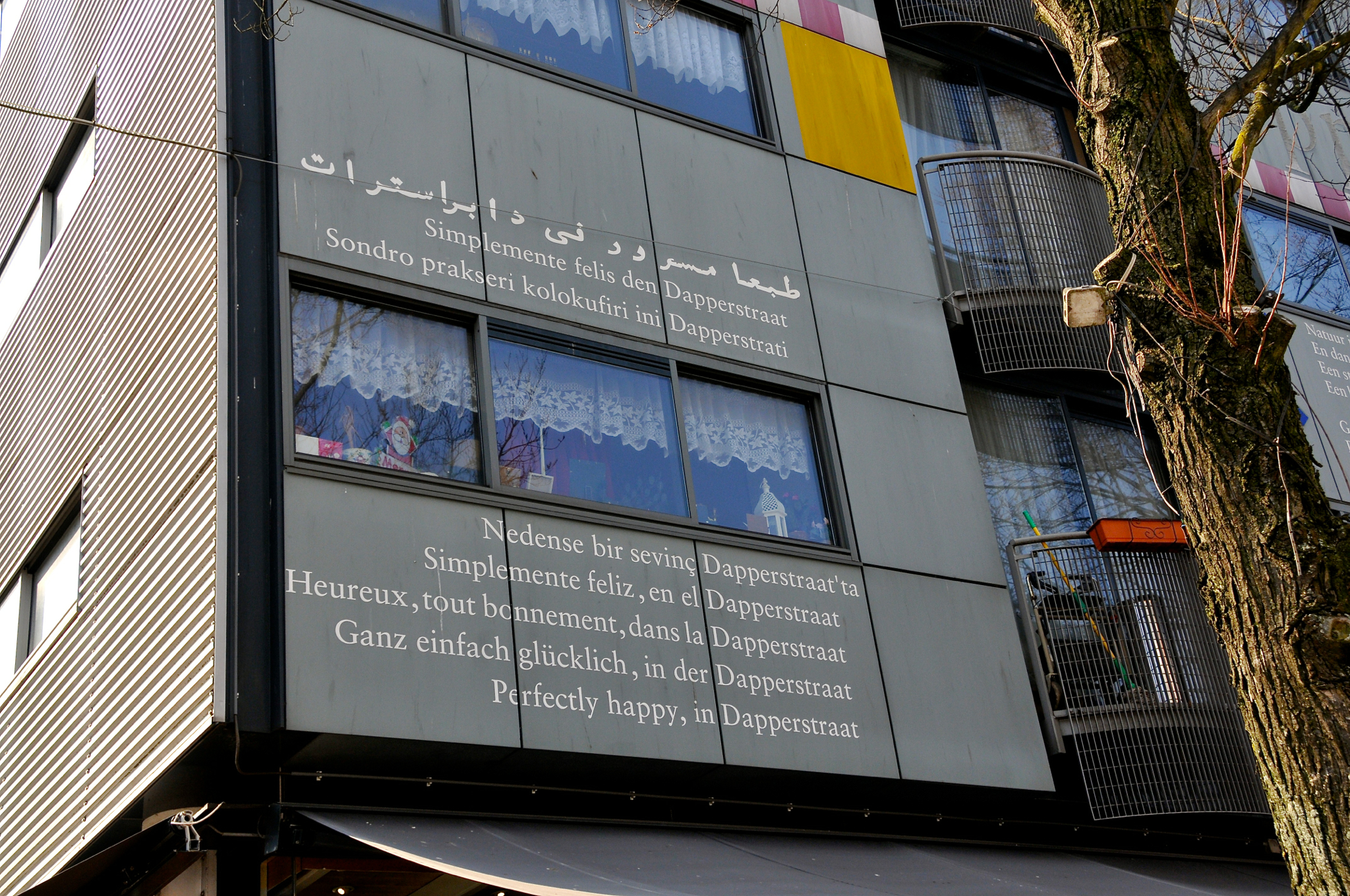
Slot van het gedicht in meerdere talen aan een gevel in de Dapperstraat

'De Dapperstraat' is een sonnet van J.C. Bloem, geschreven en gepubliceerd in 1945. In 2002 werd het gedicht opgenomen in de Canon van de Nederlandse letterkunde, op plaats 105.

## Inhoud
Het eerste kwatrijn beschrijft hoe weinig natuur er in dit land nog is ('wat is natuur nog in dit land?'). In het tweede kwatrijn spreekt de ik-figuur zijn voorkeur uit voor een bebouwde, stedelijke omgeving. De eerste terzine van het sextet opent met de beroemd geworden zin: 'Alles is veel voor wie niet veel verwacht' en beschrijft de onverwachtheid waarmee het leven 'zijn wonderen' toont. De ik-figuur treedt naar voren in de tweede terzine, tevens de slotstrofe, waar hij mededeelt dat hij dit alles, dus al het voorafgegane, 'op een miezerige morgen' heeft overwogen, waarna het sonnet besluit met de befaamde zin: 'Domweg gelukkig, in de Dapperstraat.'

## Ontstaans- en publicatiegeschiedenis
Het werkschrift van Bloem wijst uit dat 'De Dapperstraat' op 28 oktober 1945 in de trein van Amsterdam naar Amersfoort werd geschreven en afgerond te Warnsveld. Het verscheen voor het eerst in Elseviers weekblad van 8 december 1945. Eind 1946 werd het met negen andere gedichten gebundeld in Bloems bij uitgeverij A.A.M. Stols verschenen bundel Quiet though sad, waarvan de titel ontleend is aan John Miltons epische gedicht Paradise Lost.

## Interpretatie
De dichter zelf heeft het sonnet getypeerd als 'niets anders dan het uitspreken van een liefde voor de stad in het algemeen, in welke van haar aspecten ook, tegenover wat er tegenwoordig nog van het platteland is overgebleven.' Volgens J.J. Oversteegen valt de omslag in het sonnet tussen de eerste en de tweede terzine en vormt het noemen van De Dapperstraat aan het slot 'de clou' van het gedicht. In het tweede kwatrijn gaat volgens Kamerbeek Jr. de regel 'De in kaden vastgeklonken waterkant' iconisch werken doordat de waterkant aan het einde van de versregel staat.

## Jan van Nijlen
Jan van Nijlen droeg een kwatrijn op aan J.C. Bloem dat aan dit sonnet refereert:
Ik liep, als gij, nooit in de Dapperstraat
Noch was gelukkig in een andere straat.
Vriend, wat wij beiden aan het leven vroegen
Kregen wij nooit, zelfs niet in onze kroegen.

## NITS
De Nederlandse band NITS baseerde zich op het gedicht voor hun nummer Dapper Street, dat in 1983 voor het eerst verscheen op de mini-elpee Kilo en later (in 1986) op de dubbele cd HENK/KILO. Het nummer werd later nog op enkele compilaties en live-albums opgenomen. Dapper Street is deels een Engelstalige vertaling van het gedicht van Bloem, maar voegt ook enkele verzen toe:
Dapper Street
     (Hofstede)
Give me the sombre city highroads
The clouds are framed by attic windows
Those are the words I long to hear
But when I walk I keep my tears from falling
And if you don't know where to go
You're lost in a dead end street
The houses fall down every day
But maybe someday I'll keep this house from falling
This is the street where I was living
This is the square where I was fighting
Nobody fears the ball and chain
I feel the tears my memory lane is falling
And still I don't know where to go
I'm lost in a misty town
No poetry in dead end street
They tear all the houses down
When you walk in Dapperstreet

When you live in Dapperstreet